# Pau Capell
Pour les articles homonymes, voir Capell.
Pau Capell Gil est un athlète espagnol né le 10 septembre 1991 à Sant Boi de Llobregat
. Spécialiste de l'ultra-trail, il a notamment remporté l'Ultra-Trail du Mont-Blanc en 2019, l'Ultra-Trail Australia en 2016 et la Transgrancanaria quatre fois de suite en 2017, 2018, 2019 et 2020. Il remporte l'Ultra-Trail World Tour 2018 et 2019

## Résultats
| no  | masculin           | Course                                  | Longueur | Départ           | Temps            |
| --- | ------------------ | --------------------------------------- | -------- | ---------------- | ---------------- |
| 3e  | Médaille de bronze | Transgrancanaria                        | 125 km   | 4 mars 2016      | 14 h 11 min 02 s |
| 1er | Médaille d'or      | Ultra-Trail Australia                   | 100 km   | 14 mai 2016      | 9 h 20 min 14 s  |
| 1er | Médaille d'or      | Sur les Traces des Ducs de Savoie (TDS) | 120 km   | 26 août 2016     | 14 h 45 min 44 s |
| 1er | Médaille d'or      | Transgrancanaria                        | 125 km   | 24 février 2017  | 13 h 21 min 03 s |
| 2e  | Médaille d'argent  | Ultra Trail de l'île de Madère          | 115 km   | 22 avril 2017    | 13 h 28 min 01 s |
| 1er | Médaille d'or      | Transgrancanaria                        | 125 km   | 23 février 2018  | 12 h 42 min 08 s |
| 2e  | Médaille d'argent  | Ultra-Trail Mt. Fuji                    | 170 km   | 27 avril 2018    | 19 h 24 min 51 s |
| 2e  | Médaille d'argent  | Lavaredo Ultra Trail                    | 120 km   | 22 juin 2018     | 12 h 20 min 22 s |
| 1er | Médaille d'or      | Eiger Ultra Trail                       | 101 km   | 14 juillet 2018  | 11 h 24 min 39 s |
| 3e  | Médaille de bronze | Courmayeur-Champex-Chamonix (CCC)       | 101 km   | 31 aout 2018     | 10 h 52 min 26 s |
| 1er | Médaille d'or      | Transgrancanaria                        | 128 km   | 22 février 2019  | 12 h 42 min 40 s |
| 1er | Médaille d'or      | Patagonia Run                           | 160 km   | 12 avril 2019    | 19 h 08 min 57 s |
| 1er | Médaille d'or      | Mozart 100                              | 109 km   | 15 juin 2019     | 10 h 54 min 47 s |
| 1er | Médaille d'or      | Ultra-Trail du Mont-Blanc               | 170 km   | 31 août 2019     | 20 h 19 min 07 s |
| 1er | Médaille d'or      | Transgrancanaria                        | 128 km   | 6 mars 2020      | 13 h 04 min 11 s |
| 2e  | Médaille d'argent  | Fjällmaraton 100K                       | 100 km   | 1er août 2020    | 9 h 4 min 49 s   |
| 2e  | Médaille d'argent  | Transgrancanaria                        | 126 km   | 4 mars 2022      | 13 h 58 min 47 s |
| 1er | Médaille d'or      | Patagonia Run                           | 160 km   | 8 avril 2022     | 19 h 26 min 3 s  |
| 3e  | Médaille de bronze | Ultra Pirineu                           | 100 km   | 1er octobre 2022 | 10 h 43 min 49 s |
| 2e  | Médaille d'argent  | Patagonia Run                           | 100 mi   | 14 avril 2023    | 19 h 37 min 2 s  |
| 3e  | Médaille de bronze | Trail 100 Andorra - Ultra 105K          | 105 km   | 24 juin 2023     | 13 h 49 min 50 s |
| 3e  | Médaille de bronze | Istria 100 - 110K                       | 110 km   | 6 avril 2024     | 10 h 31 min 38 s |
| 2e  | Médaille d'argent  | Trail 100 Andorra - Ultra 105K          | 105,9 km | 14 juin 2025     | 14 h 38 min 28 s |